# 도체스터 고지 요새화
도체스터 고지 요새화(Fortification of Dorchester Heights)는 미국 독립 전쟁의 2년째, 1776년 3월 4일 야밤중에 보스턴 항구를 내려다보는 고지를 대륙군이 요새화한 행동이며, 1년 가까이 계속된 보스턴 포위전을 끝내고 영국군이 보스턴에서 철수하는 계기를 만들었다.
도체스터 고지는 보스턴 시와 항구를 내려다보는 일련 나름의 낮은 언덕이다. 이곳에 조지 워싱턴 장군이 지휘하는 대륙군이 강력한 대포를 설치했다. 보스턴 시를 점령하고 있던 영국군을 지휘하는 윌리엄 하우 장군은 이 대포가 아군과 항구의 함선의 위협이 되기 때문에 요새를 없애려는 전략을 검토했다. 그러나 폭설에 그 작전도 막히고, 보스턴을 포기하기로 결정했다. 보스턴 포위전 기간 동안 시내 들어가서 있었던 왕당파를 동반한 영국군은 3월 17일에 도시를 떠나 해군의 군함을 타고 노바스코샤주의 핼리팩스로 퇴각했다.

## 배경
미국 독립 전쟁의 개전이라고 일컬어지는 렉싱턴 콩코드 전투 이후, 1775년 4월 19일에 보스턴 포위전이 시작되었다. 이 포위전을 지원하기 위해 코네티컷의 민병대를 이끌고 오고 있었던, 베네딕트 아놀드가 매사추세츠 안전위원회에 방비가 허술한 타이컨더로가 요새에 대포 등 귀중한 군수 물자가 보관되어 있다고 전했며, 그 탈취를 제안했다. 5월 3일 안전위원회는 아놀드 대령에게 부대를 조직하게 하고 요새 탈취 책임질 것을 승인했다. 아놀드는 이던 앨런과 그 부하 부대인 그린 마운틴 보이즈와 협력하여, 코네티컷에서 데리고 있던 민병대와 매사추세츠 서쪽 민병대를 추가하여, 5월 10일 타이컨더로가 요새를 탈취하고 군수 물자를 가로챘다.
조지 워싱턴이 1775년 6월 보스턴 교외에 주둔하고 있던 대륙군의 지휘관으로 취임한 후, 헨리 녹스 대령이 포위전을 위해 타이컨더로가 요새에서 대포를 가져 오는 것을 제안했다. 결국 녹스는 타이컨더로가에서 케임브리지까지 그 무기를 운반하는 임무를 받았다. 녹스는 11월에 타이컨더로가로 가서 겨울철 3개월에 걸쳐, 총 60톤에 이르는 대포 등의 무기를 운반해 왔다. 이 작전에는 배, 말과 소로 끄는 썰매 및 인력을 이용, 울퉁불퉁하고, 열악한 도로를 따라, 반쯤 얼어붙은 강을 건넜으며, 사람도 거의 살지 않는 버크셔스 숲과 습지를 빠져나와 보스턴 지역에 도착했다. 역사학자 빅터 브룩스는 헨리 녹스의 업적을 이 전쟁 전체에서 ‘가장 엄청난 병참 업무를 달성한 공적 중의 하나’라고 불렀다.

## 전략

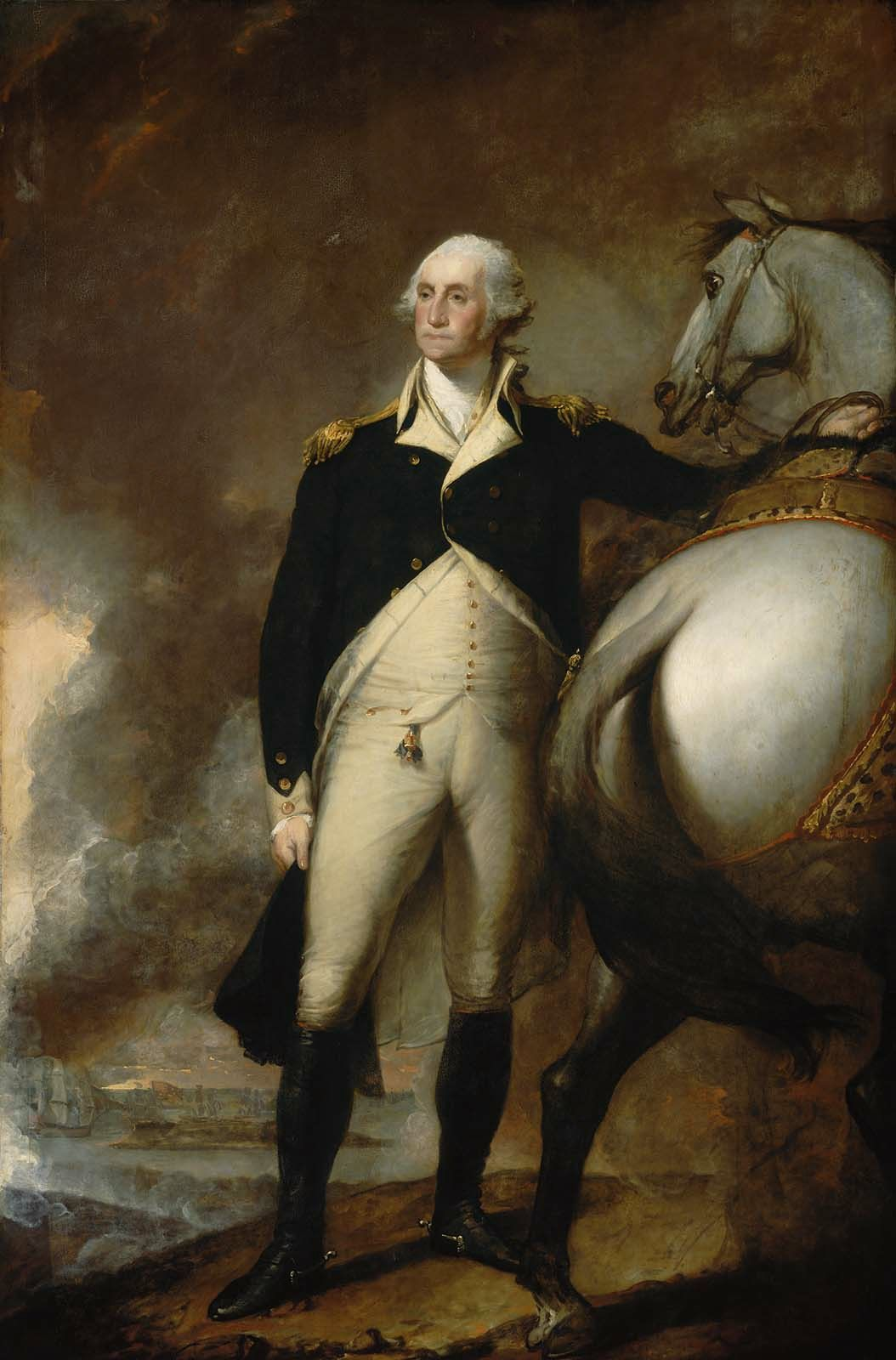
도체스터 고지의 조지 워싱턴 by 길버트 스튜어트, 1806

윌리엄 하우 장군을 필두로 하는 영국군의 지도층은 이전부터 도체스터 고지의 중요성을 인식하고 있었다. 도체스터 고지는 찰스타운에 있는 고지와 함께 보스턴 시와 항구를 내려다보고 있었기 때문이었다. 당초 사무엘 그레이브스 제독 이후에는 몰리누 셜더햄 제독이 지휘하는 영국 해군이 육지의 영국 육군을 지켰고, 또한 주변 도시에 물자를 운반하고 있었기 때문에 항구가 중요한 요소였다. 포위전 초기에 영국군은 이 고지를 확보할 전략을 가지고 있었다. 포위전 초기에는 찰스타운의 고지보다 항구에 유리한 도체스터 고지를 점령할 생각이었다. 벙커 힐 전투(1775년 6월 17일)가 벌어지게 된 계기가 된 것도 이 전략이 미국 측에 누설되었기 때문이다.
워싱턴이 1775년에 포위전 지휘관이 되었을 때, 아직 점령되지 않은 도체스터 고지를 확보하는 것도 생각했지만, 아군이 그곳에서 영국군의 공격을 견딜 준비가 되어 있지 않다고 생각하고, 그 생각을 접었다. 이 고지를 차지하는 것에 대해 1776년 2월 초순에 다시 논의되었지만, 현지의 안전위원회는 영국군이 병력이 너무 많고, 중요한 화약 등 군수 물자 공급이 적다고 생각했기 때문에, 그 당시에는 이 전략이 시기상조라고 생각했다. 그러나 2월이 끝나기 전에 헨리 녹스가 타이컨더로가 요새에서 대포를 들고 도착하였고, 화약과 포탄도 충분히 확보되었다. 워싱턴은 작전을 시작할 때라고 결정했다.

## 요새화
워싱턴은 먼저 타이컨더로가 요새에서 옮겨온 무거운 대포 몇 문을 케임브리지 리치미어즈 포인트와 코블힐 및 록스베리의 램즈댐으로 포진시켰다. 도체스터 고지를 향한 작전에 대한 양동작전으로 3월 2일 밤 보스턴을 향해 이 대포를 발포했고, 영국군도 반격했지만, 양군 모두 심각한 손실은 없었다. 이 포격은 3월 3일 밤에도 반복되고, 그 사이에도 계속 도체스터 고지를 확보할 준비를 하였다.
3월 4일 밤 포대에서 다시 포격을 시작했고, 이번에는 다른 작전을 함께 했다. 존 토마스 장군이 약 2,000명의 병사를 이끌고, 조용히 도체스터 고지 정상으로 행군하여, 토목 공사를 할 도구나 대포 발판을 운반하여 올렸다. 건초 더미를 부대 통로와 항구 사이에 깔아두고 움직이며, 가능한한 최대한 소리를 죽였다. 밤새 이 부대와 교대 부대가 대포를 운반해 올리고 마을과 항구를 내려다보는 위치에 토루를 만들어 냈다. 워싱턴 장군도 시중 사기를 북돋으며, 3월 5일 보스턴 학살 사건 6주년을 상기시키며 격려했다. 오전 4시경에는 소화기나 포도탄 정도는 견딜 수 있는 요새를 쌓아 올렸다. 진지 작업은 계속되었고, 나무를 베어, 영국군이 덮쳐와도 방어할 수 있도록 가시울타리를 만들었다. 토루 외부에 돌을 채운 통을 두고 방어물의 일부인 것처럼 보이게 하고, 적이 공격해 올라오면, 굴릴 수 있게 만들어 두었다.
워싱턴은 하우 장군이 도망가거나 아니면, 이 언덕을 공략하러 올 것이라고 예측했다. 그러나 언덕을 탈환하러 오는 것도 영국군에게 재앙이 벙커 힐 전투를 연상하게 될 것이었다. 하우가 언덕에 대한 공격을 시작 결정을 하면 워싱턴은 케임브리지에서 보스턴에 대한 공격을 시작하는 작전이었다. 그 준비로 2척의 함포선과 약 3,000명의 병사를 수송할 수 있는 충분한 양의 배를 준비하고 있었다. 하우 선택에 대한 워싱턴의 예측은 정확했다. 그것은 하우가 검토한 선택과도 정확히 일치한 것이다.
반군들은 하룻 밤만에 우리 전부대가 달려들어 한 달을 작업해야 할 것보다 더 많은 것을 해버렸다.— 하우 장군, 1776년 3월 5일

## 영국군의 반응
영국 함대의 사령관 셔들햄 제독은 언덕 위에 진지를 제거하지 않는 이상 함대가 위험한 상태에 있다고 선언했다. 하우와 그 참모는 고지를 없애버릴 것을 결정하고, 그 전략을 세워 어둠을 틈타 진지를 공격하기 위해 2,400명의 군사를 보낼 준비를 했다. 워싱턴은 영국군의 움직임을 알아차리고, 언덕의 부대를 증강했기 때문에, 도체스터의 방어선에는 6,000명 가까이가 배치되었다. 그러나 3월 5일 늦게 폭설이 내리기 시작하여, 며칠동안 공격을 할 수 있는 기회가 없었다. 그 폭설이 멈출 때까지에, 하우는 공격에 대해 재고하게 되었고, 보스턴을 지키는 것보다는 더 가치가 높은 곳에서 싸울 군대를 보존하고 해야 한다고 생각했다.
하우는 대리인을 통해 워싱턴에 영국군이 방해받지 않고 마을을 떠날 수 있게 해준다면, 마을을 초토화 시키지 않고 퇴각하겠다고 전했다. 이후 며칠 동안의 활동과 악천후가 계속된 후 3월 17일 영국군은 배를 타고 보스턴을 떠나 노바스코샤 핼리팩스로 향했다. 여기에는 1,000명 이상의 왕당파 시민도 동반해다.

## 유산
도체스터 고지 요새는 독립 전쟁이 끝날 때까지 유지되다가 전후에 폐기되었다. 미영 전쟁 때 영국군의 침략에 대비해 이 고지는 다시 요새화되어 주둔했다. 미영 전쟁이 끝나자 완전히 버려졌다가, 19세기 후반부터 보스턴 항구의 매립 재료로 사용되었다.
1902년, 지역의 역사에 관한 관심이 고조되어, 현재의 남쪽 보스턴의 언덕에 기념비가 건설되었다. 지역의 많은 아일랜드계 시민이 보스턴 시를 포함한 서퍽 카운티에서 3월 17일을 ‘해방의 날’이라고 이름 붙이고 휴일로 여겼다. 이 날은 아일랜드의 국경일인 성패트릭 축일이기도 하다.
도체스터 고지의 흔적은 1966년에 미국 국가 유적지 재지정되었고, 1978년에는 보스턴 국립 역사 공원의 일부로 미국 국립공원국의 관할 하에 들어갔다.